# Pistolet CZ 27
CZ 27 – czechosłowacki pistolet samopowtarzalny skonstruowany w okresie międzywojennym.

## Początki
Produkowany w czasie II wojny światowej przez zakłady w Pradze na potrzeby armii niemieckiej. Była to uproszczona wersja pistoletu CZ 24 o zmienionej zasadzie działania automatyki. Zmiana polegała na eliminacji ryglowania przez obrót lufy i zastosowaniu zamka swobodnego. Dostosowany do 7,65 mm naboju pistoletowego Browning (0,32 calowego ACP). W okresie międzywojennym CZ 27 pod nazwą pistole vzor 27 był przepisową bronią krótką armii czechosłowackiej.
CZ 27 był bronią samopowtarzalną, działającą na zasadzie odrzutu zamka swobodnego. Mechanizm spustowo-uderzeniowy kurkowy, pojedynczego działania. Pistolet wyposażony był w bezpiecznik nastawny którego skrzydełko znajdowało się z lewej strony chwytu pistoletowego i zatrzask zamka (skrzydełko nad bezpiecznikiem). Lufa posiadała 6 bruzd prawoskrętnych. Pistolet był zasilany z jednorzędowego magazynka pudełkowego o pojemności 8 naboi.